# Антоніо Гала
Антоніо Гала Веласко (Brazatortas, Сьюдад-Реаль, 2 жовтня 1930 року  — Кордова, 28 травня 2023 року) — іспанський поет, драматург, прозаїк, сценарист і колумніст.

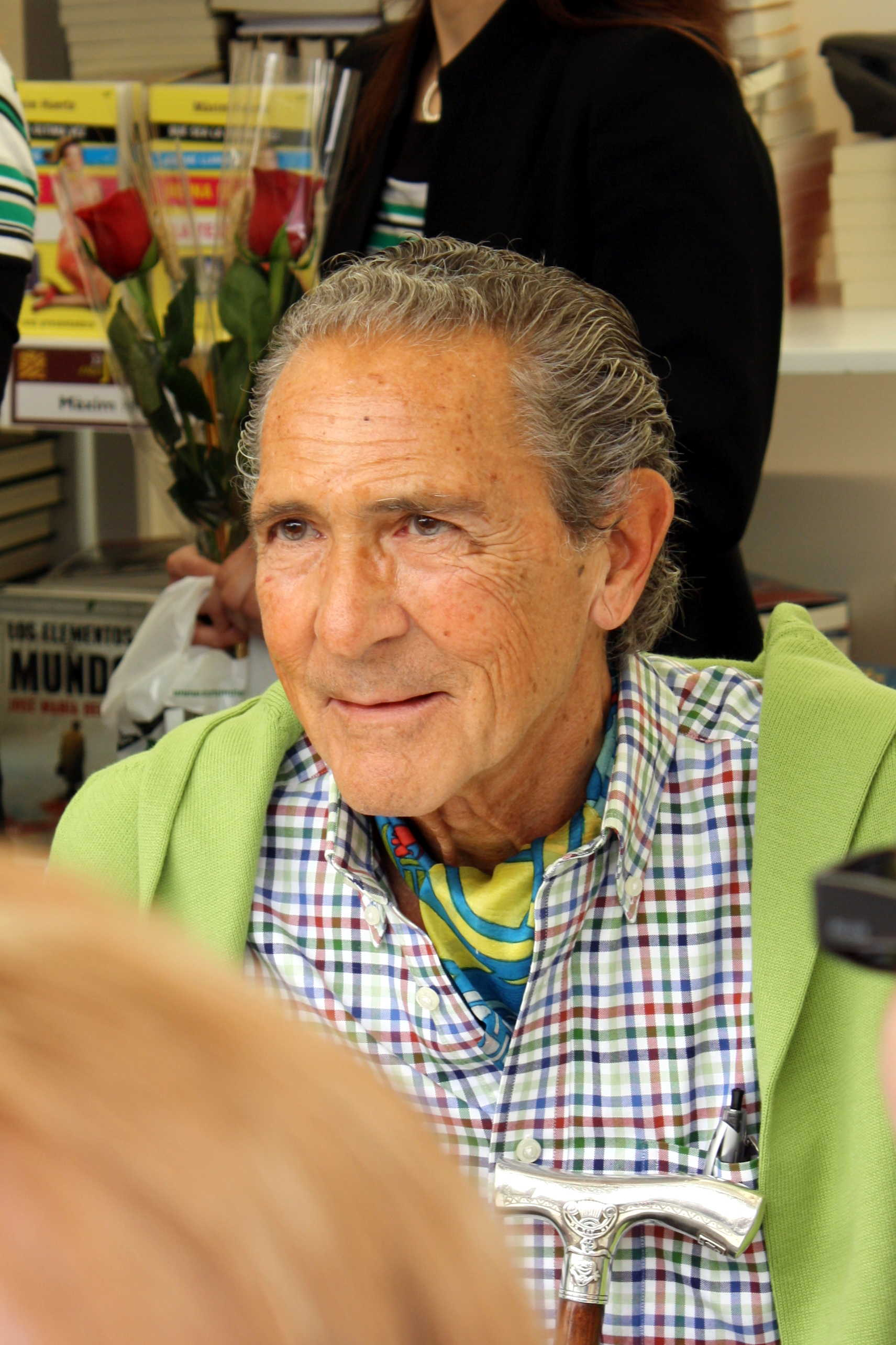
Антоніо Гала в 2009 році.

## Біографія
Антоніо Гала народився у Бразатортасі, провінція Сьюдад-Реаль у 1930 році. У 1939 році його родина переїхала до Кордови. Там Антоніо написав свої перші твори. У віці чотирнадцяти років він читав лекції в Real Círculo de la Amistad, Liceo Artístico y Literario de Córdoba . У дитинстві читав Райнера Марію Рільке, Гарсіласо, Сан-Хуана де ла Круза та інших авторів. Антоніо Гала вивчав право в Університеті Севільї з п’ятнадцяти років і філософію та літературу, політичні та економічні науки в Мадридському університеті. Згодом отримав ступені з усіх перечислених дисциплін.
Наприкінці навчання в університеті він вступив до картезіанців, але він не був створений для суворої чернечої дисципліни. Як розповідає Антоніо Гала у своїй автобіографії «Тепер я розповім про себе» (2000), його виключили з ордену.
Потім він переїхав до Португалії, де вів богемне життя. У 1959 році Антоніо Гала почав викладати філософію та історію мистецтва. Отримав другу премію в рамках поетичної премії Адонаїса, розпочав успішну театральну та журналістську кар’єру. У середині 1962 року він виїхав до Італії, оселився у Флоренції, де пробув майже рік. У 1973 році у Мадриді переніс перфорацію дванадцятипалої кишки, яка поставила його на межу смерті, і під час одужання почав використовувати тростину, яка стала предметом великої колекції, до складу якої увійшло близько 3000 різноманітних тростин. 
Він публікував статті в недільному додатку El País, починаючи з його заснування в 1976 і до 1998 року, такі як «Баки з Тройло», «До спадкоємців», «До кого він іде зі мною» тощо, усі ці тексти згодом були зібрані в книгах.

## Творчість
Антоніо Гала почав писати романи в 1990-х роках, починаючи з історичного роману про Боабділа, останнього короля Гранади Насрідів, за який отримав премію Premio Planeta в 1990 році.
Письменник співпрацював у газеті El Mundo, між 1992 і 2015 роками, з короткими статтями, опублікованими під назвою маленьких вікон.
Він створив Фонд молодих творців Антоніо Гала, який працює над наданням стипендій для творчості молодих художників. 
14 грудня 2011 року Гала отримав премію Кіхота 2011 року за все життя, яку присуджує Колегіальна асоціація письменників Іспанії (ACE). 
5 липня 2011 року письменник оприлюднив у газеті El Mundo, що страждає на «важко виліковний рак». 
Антоніо Гала помер у лікарні королеви Софії в Кордові 28 травня 2023 року, куди був госпіталізований через ускладнення здоров'я. 

## Ідеологія
Антоніо Гала публічно захищав ліві позиції, які не були оформлені в рамках жодної політичної партії. У 1978 році він заявив про автономію для Андалусії на відкритті Конгресу в Кордові. 
У 1981 році був призначений президентом Асоціації іспано-арабської дружби, і займав цю посаду протягом перших років її існування. Був членом Товариства дружби Іспанія-СРСР, організації, що субсидувалась радянським урядом. 
У 1985 році командувач іспанської армії звинуватив його в образах і злочинах проти іспанської армії у своїй статті «Іспанський солдат», де він посилався на франкістське та фашистське минуле іспанської армії. Справу закрили. 
Гала був президентом громадянської платформи, яка виступала за «ні» незмінності Іспанії в НАТО.
Останніми роками письменник публікував статті в газеті El Mundo і різко критикував жорстокість репресій проти палестинських цивільних осіб у Державі Ізраїль. Автор стверджував, що боровся з надмірностями сіонізму, а не з єврейським народом і культурою. У 2014 році Єврейська громада Мадрида (сіоністська) подала на нього до суду за дискримінацію, розпалювання ненависті, образу почуттів членів релігійної громади.

## Особливості творів
Гала був успішним автором серед читачів у будь-якому з жанрів: театрі, колумністиці, романах чи поезії. Його стиль рясніє образами та ліричними ресурсами та дуже формально розроблений.
Його твори позначені історичними темами, які використовуються більше для освітлення сьогодення, ніж для заглиблення в минуле. Велику театральну творчість Гала оцінила більше його публіка, ніж критика, якій важко її класифікувати через ліро-епічний характер. 
Гала виділялася розмовним, афористичним, художнім, есеїстичним, театральним, публіцистичним і поетичним словом. 

## Нагороди
- Друга премія за поетичну премію Адонаїса за «Інтимний ворог» (1959).
- Премія «Лас Альбінас» за оповідання «Літнє сонцестояння» (1963).
- Національна театральна премія імені Кальдерона де ла Барки за комедію «Зимові землі» (1963).
- Театральна премія міста Барселона за «Зелені поля Едему» (1965).
- Премія критиків, Дон Кіхот де Оро (1972-73). [23]
- Театральна премія Майте за фільм «Буенос-діас-Пердідос» (1973).
- Премія Сезара Гонсалеса Руано за журналістику за фільм «Лос Тройло» (1975).
- 1976 Національна премія за сценарій та Премія за аудіовізуальні засоби масової інформації.
- Доктор Honoris Causa Університету Кордови (1982).
- Літературна премія Андалусії (1989). [23]
- Премія Леона Феліпе за громадянські цінності (1989).
- Премія «Планета роману» за «Багряний рукопис» (1990).
- Премія Ідальго від Національної асоціації присутності циган (1991). [24]
- Медаль Кастилії-Ла-Манчі (1999). [25]
- Макс де Онор і журналістика від Асоціації прав людини (2001). [23]
- Нагорода від Фонду культурних досліджень і співпраці Ібн аль-Джатіба (2005), що залежить від міської ради Лоха, Гранада.
- Почесний член Королівської академії наук Кордови та образотворчої літератури та благородного мистецтва (2008). [23]

## Відзнаки
- У кордовському муніципалітеті Гвадалькасар муніципальна бібліотека має ім'я письменника, який урочисто відкрив її у 2011 році. [26]
- У 2021 році будинок-музей Антоніо Гала «La Baltasara» був урочисто відкритий в Альхаурін-ель-Гранде.